# Ala Kul
|  | No s'ha de confondre amb el llac Alakol del Kazakhstan. |

Ala Kul o Ala Köl (en kirguís Алакөл) és un llac glacial situat al nord-est del Kirguizstan que administrativament pertany al raion (districte) d'Ak-Suu (província d'Issik Kul). El llac es troba enmig de la serralada de Terskey Alatau, a una alçada de 3.532 metres. El llac mesura 2,3 km de longitud i 700 metres d'amplada amb una superfície d'aproximadadment 1,3km². Algunes fonts indiquen que el llac assoleix una profunditat de més de 70 metres, si bé altres referències assenyalen que la fondària no és coneguda i però sí que ho és el volum (4,3 milions de metres cúbics). En tot cas, es tracta del llac el més gran dels 729 que existeien en la conca del llac Issik Kul. L'Ala Kul s'alimenta de torrents glacials, que formen cascades. El llac normalment està glaçat entre els mesos d'octubre i maig.
Es pensa que el viatger medieval Rubruquis, al seu viatge cap al Qaraqorum, ja va visitar el llac, però el descriu com un mar interior i part del Llac Balkhaix. Dona una descripció aproximada de l'àrea i menciona els vents del llac, que són "tan forts que la gent no el traversa sinó amb un gran perill, sota el risc de precipitar-se dins la mar".
En l'època moderna, Putimtsoff, un viatger rus, va ser el primer a visitar el llac Ala Kul, l'any 1811. Trenta anys després, Alexander von Schrenk va explorar el llac i els seus voltants. Des de l'ocupació russa del Kirguizstan, l'any 1864, el llac va ser visitat freqüentment per viatgers europeus. Actualment, les diferents excursions que porten fins al llac són una de les principals atraccions turístiques de la zona i de Kyrgyzstan. Es pot accedir al llac des de la vall d'Altyn Arashan, en una excursió d'un dia, o bé fer una ruta circular de varis dies a través del refugi de Sirota, començant i acabant a Karakol.
Etimològicament, el nom Ala Kul significaria "llac bigarrat", tot i que també es creu que podria agafar el nom de les muntanyes de Terskey Alatau, que es troben al nord del llac.